# Бушницька
Бушни́цька (рос. Бушницкая) — присілок у складі Верховазького району Вологодської області, Росія. Входить до складу Морозовського сільського поселення.

## Населення
Населення — 7 осіб (2010; 3 у 2002).
Національний склад (станом на 2002 рік):
- росіяни — 100 %